# Elisha Kent Kane
Elisha Kent Kane (Filadélfia, 28 de fevereiro de 1820 - Havana, 16 de fevereiro de 1857) foi um explorador americano e um oficial médico da Marinha dos Estados Unidos durante a primeira metade do século XIX. Foi membro de duas expedições de resgate no Ártico para salvar o explorador John Franklin. Ele estava presente na descoberta do primeiro campo de inverno de John, mas não descobriu o que tinha acontecido com a expedição fatal.

## Vida e carreira
Nascido na Filadélfia, Kane era filho do juiz distrital dos Estados Unidos John Kintzing Kane e Jane Duval Leiper. Seu irmão era o procurador, diplomata, abolicionista e general na Guerra de Secessão Thomas L. Kane. Kane graduou-se na Escola de Medicina da Universidade da Pensilvânia em 1842. Em 14 de setembro de 1843 se tornou cirurgião assistente da marinha. Serviu na Missão do Tratado Comercial com a China sob o comando de Caleb Cushing no esquadrão da África, e no Corpo de Fuzileiros Navais dos Estados Unidos durante a Guerra Mexicano-Americana. Uma batalha que Kane lutou foi em Nopalucan em 06 de janeiro de 1848. Em Napoluca, captutou, tornou-se amigo e salvou a vida do general mexicano Antonio Gaona e de seu filho ferido.
Kane foi nomeado oficial médico na Primeira Expedição ao Ártico de Grinnell de 1850-1851 sob o comando de Edwin de Haven, que procurou sem sucesso aexpedição perdida de John Franklin. O grupo localizou o campo de inverno de John Franklin, Kabe organizou e liderou a Segunda Expedição ao Ártico de Grinnell.
Kane abandoonou o brigue Advance em 20 de maio de 1855 e escapou do norte congelado em uma caminhada e 83 dias até Upernavik. Levando os inválidos, perdeu apenas um homem na retirada para entrar na história da exploração do Ártico como o arquétipo da vitória sobre a derrota. Kane e seus homens foram salvos por um navio à vela. Kane retornou a Nova York em 11 de outubro de 1855 e no ano seguinte publicou seus livros "Arctic Explorations.
Depois de visitar a Inglaaterra para cumprir sua promessa de entregar pessoalmente seu relatório a Jane Griffin, ele navegou à Havana, Cuba em um tentativa em vão de recuperar sua saúde, depois de ser avisado por seu médico. Morreu em 16 de fevereiro de 1857. Sepultado no Cemitério Laurel Hill.

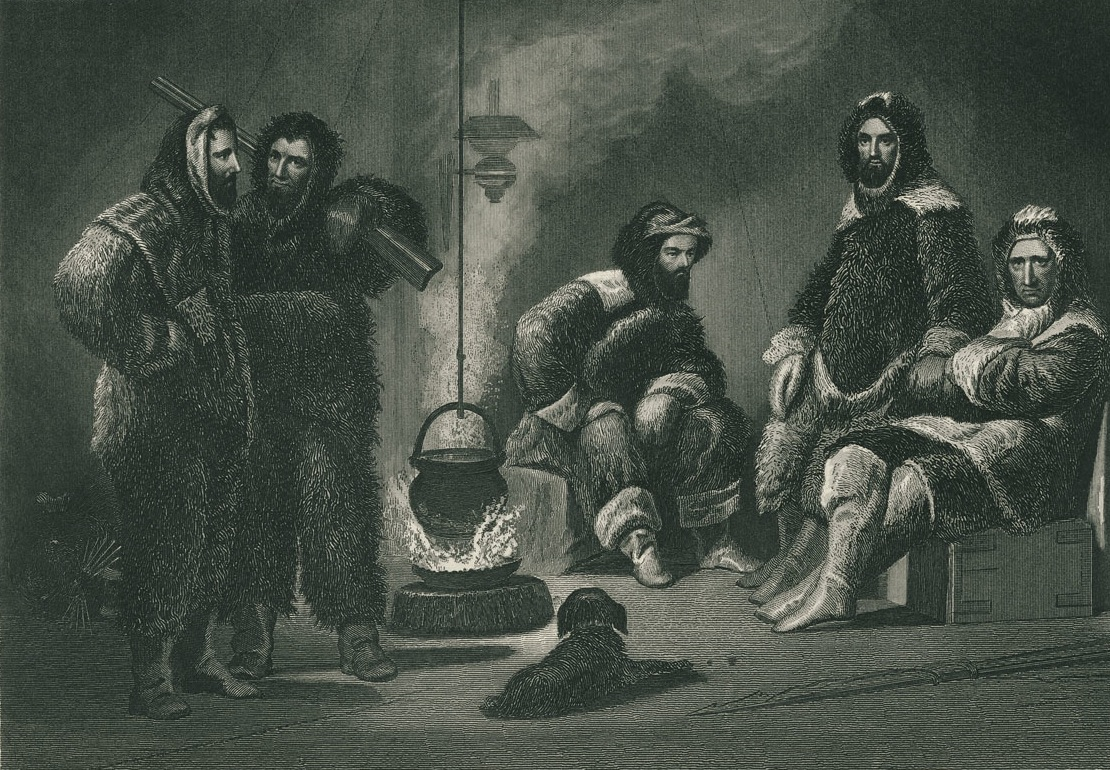
Segundo inverno na Groenlândia, Kane está localizado no centro do desenho